# ヴィルヘルム・ハスペル
ヴィルヘルム・ハスペル（ドイツ語: Wilhelm Haspel, 1898年4月29日 - 1952年1月6日）は、ドイツの実業家である。ダイムラー・ベンツの2代目の取締役会会長として知られる。

## 経歴
ドイツ帝国・ヴュルテンベルク王国のシュトゥットガルトで、職工を務める父の子として生まれた。
1918年後半の冬学期にシュトゥットガルト工科大学に入り、機械工学の研究を始めた。1924年にダイムラー社（DMG）に加わるが、その後も研究を続け、1926年に「自動車産業の工場における経費記録と原価計算」（Unkostenerfassung und Selbstkostenrechnung in einem Werk der Fahrzeugindustrie）をテーマにして、博士号を取得した。
1924年1月、ダイムラー社で原価計算部門の責任者となる。同社は1926年にベンツ社（Benz & Cie）と合併して「ダイムラー・ベンツ」となり、1927年にハスペルは同社のジンデルフィンゲン工場の管理者（工場長）となる。
1932年にはジンデルフィンゲン工場が担っていた同社のボディ製造全般の責任者を任され、ハスペルの指導の下で高品質なボディを製造するようになったことで、メルセデス・ベンツ車の「ジンデルフィンゲン製ボディ」の名声は国際的に鳴り響くようになった。

### 取締役就任
ハスペルは1935年末にシュトゥットガルト・ウンターテュルクハイムの同社本社に異動し、1936年2月28日に同社取締役会に副メンバーとして加わり、1941年末に正式に取締役となる。

### ナチスとの関係
ハスペルの妻はユダヤ人の血を引いており、ダイムラー・ベンツ社はそのことを問題にしなかったが、1931年に国家社会主義ドイツ労働者党（ナチ党）が政権を得て以降、ナチ党には目を付けられ、ゲシュタポによって強制収容所に送られる寸前だったと言われるほどの不安定な立場に置かれた。そうした事情から、ハスペルはナチ党の党員になることはなく、当時のダイムラー・ベンツの取締役会の中でもナチ党との個人的な関りを持たない唯一の人物だと言われることがある。
ダイムラー・ベンツでは、監査役の中に複数名いたユダヤ人の銀行家は出自を理由に同社から追放されたが、ハスペルについては同社の中でも特に有能だったことに加えて、同社で進行中の合理化計画の中心的存在だったため追放するわけにいかなかったという事情があったと言われている。ハスペル夫妻に対してはダイムラー・ベンツの取締役会や監査役会、またある時はナチ党の信任厚い建築家であるアルベルト・シュペーアらが保護の手を差し伸べ、危害が加えられることは回避された。そうした事情もあり、ハスペル夫妻への例外的な扱いについては、ナチ党との仲介役であるヤコブ・ヴェーリンを介して、ダイムラー・ベンツとアドルフ・ヒトラー、ヘルマン・ゲーリングとの間で合意が持たれた。

### 会長就任に際しての悶着
1942年7月にそれまで同社を率いていたヴィルヘルム・キッセルが急死したことで、翌8月にハスペルが取締役会会長の地位を引き継いだ。
この人事はヒトラーの承認も得たものだったが、ドイツ労働戦線（DAF）はユダヤ人の姻戚であるハスペルがドイツ有数の企業のトップになることを「ナチス国家への侮辱」と呼び批判した。

### 第二次世界大戦終戦以降
第二次世界大戦によりダイムラー・ベンツはその生産設備の大部分を破壊され、戦争の終結後、ハスペルは自動車生産の再開を目指し、破壊された生産ラインの再建を進めた。しかし、ドイツを占領して軍政を敷いていた連合国は、非ナチ化プロセスの一環としてハスペルをダイムラー・ベンツ社の取締役から解任し、1945年10月にハスペルは取締役会を一時的に去ることを強いられた。その後、同社の経営は連合国の当局によって任命されたオットー・ホッペが一時的に代行したが、1947年半ばに免責されたことでハスペルはダイムラー・ベンツの取締役会に復帰し、1948年1月に同社の取締役会会長に再び任命された。
ダイムラー・ベンツは戦時中に工場施設の大半を失っており、以降、ハスペルはその再建に尽力した。特に商用車部門の再建と拡大に大きな役割を果たし、乗用車部門についても生産をウンターテュルクハイム（本社工場）からジンデルフィンゲンに移すなどの施策を実行した。同社の輸出志向についても強化を行い、その後の同社の海外進出を方向付けた。1939年限りで活動を停止していた同社のモータースポーツ活動についても再開を強く支持し、1952年春に同社はモータースポーツに復帰することとなった。
しかし、ハスペルは在任中の1952年1月に脳出血により死去し、同社のその後の各分野における成功を見ることはなかった。

## 死後

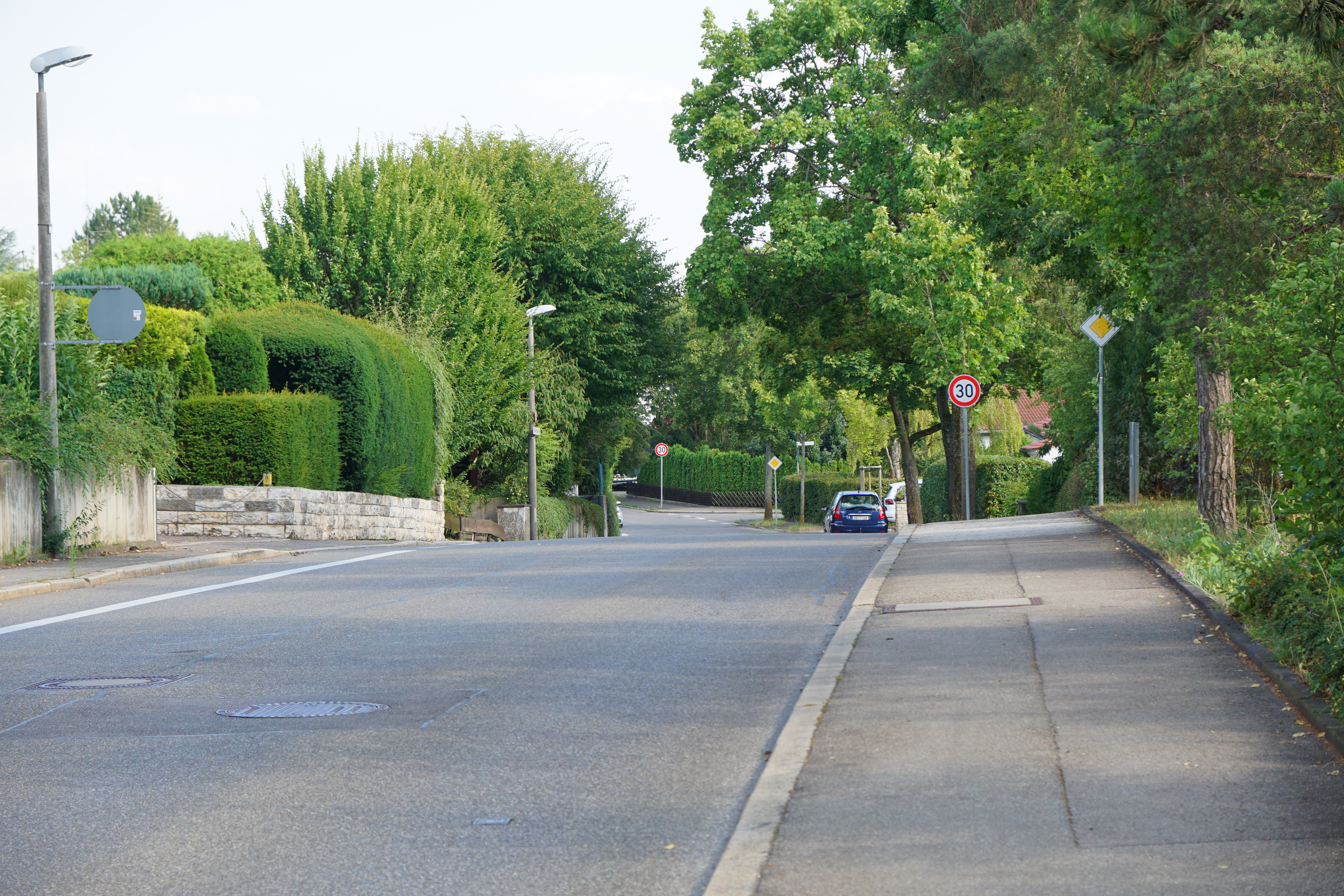
ヴィルヘルム・ハスペル通り

その遺体はシュトゥットガルト森林墓地に葬られた。
ハスペルがかつてダイムラー・ベンツの工場長を務めていたジンデルフィンゲン市からは、ハスペルの死後間もなく名誉市民の称号が授与（追贈）された。同市の通りのひとつにはハスペルの名が付けられ、「ヴィルヘルム・ハスペル通り」として名前が残っている。

## 栄典
- 1951年・名誉博士（シュトゥットガルト工科大学）
- 1951年・名誉評議員（ダルムシュタット工科大学）
- 1952年・名誉市民（ジンデルフィンゲン市）